# Thomas Taylor (artiste)
Pour les articles homonymes, voir Thomas Taylor et Taylor.
Œuvres principales
- Série Les chroniques de Sinistre-sur-mer

Thomas Henry Taylor, né le 22 mai 1973 dans le Norfolk, est un écrivain et un illustrateur britannique de livres pour enfants. 
Taylor a étudié à l'université Anglia Ruskin. 
Il est notamment connu pour avoir dessiné en 1997 la couverture de la toute première édition britannique de Harry Potter à l'école des sorciers publiée chez Bloomsbury : il est ainsi à l'origine de la première figuration du personnage.
Il a ensuite écrit et illustré plusieurs livres d'images, à commencer par George and Sophie's Museum Adventure en 1999, ainsi que deux romans pour enfants, Haunters et Dan of the Dead, tous deux publiés en 2012.

## Livres illustrés
- (en) George and Sophie's Museum Adventure, 1999
- (en) The Chocolate Biscuit Tree, 2001
- (en) The Loudest Roar, 2002
- (en) The Biggest Splash, 2005
- (en) The Noisiest Night, 2007
- (en) Saul Martin, 2009
- Souriceau et le Gâteau, Mijade, 2011 ((en) Little Mouse and the Big Cupcake, 2010), trad. Nelle Hainaut-Baertsoen  (ISBN 978-2-87142-735-3)
- (en) The Pets You Get, 2012
- (en) Too Many Tickles, 2013

## Fictions

### SérieDan and the Dead
1. (en) Dan and the Dead, 2012
2. (en) Dan and the Caverns of Bone, 2013

### SérieLes chroniques de Sinistre-sur-mer
1. Malamander, Seuil Jeunesse, 2020 ((en) Malamander, 2019), trad. Amélie Sarn  (ISBN 979-10-235-1212-0)
2. Gargantis, Seuil Jeunesse, 2021 ((en) Gargantis, 2020), trad. Amélie Sarn  (ISBN 979-10-235-1216-8)

### Romans indépendants
- (en) Haunters, 2012